# ليونارد وليامز (قسيس)
ليونارد وليامز (بالإنجليزية: Leonard Williams)‏ هو قسيس نيوزيلندي، ولد في 22 يوليو 1829 في Paihia ‏ في نيوزيلندا، وتوفي في 1916 في نيبيار في نيوزيلندا.